# Hippotion echeclus
Hippotion echeclus là một loài bướm đêm thuộc họ Sphingidae, chi Hippotion.

## Tham khảo

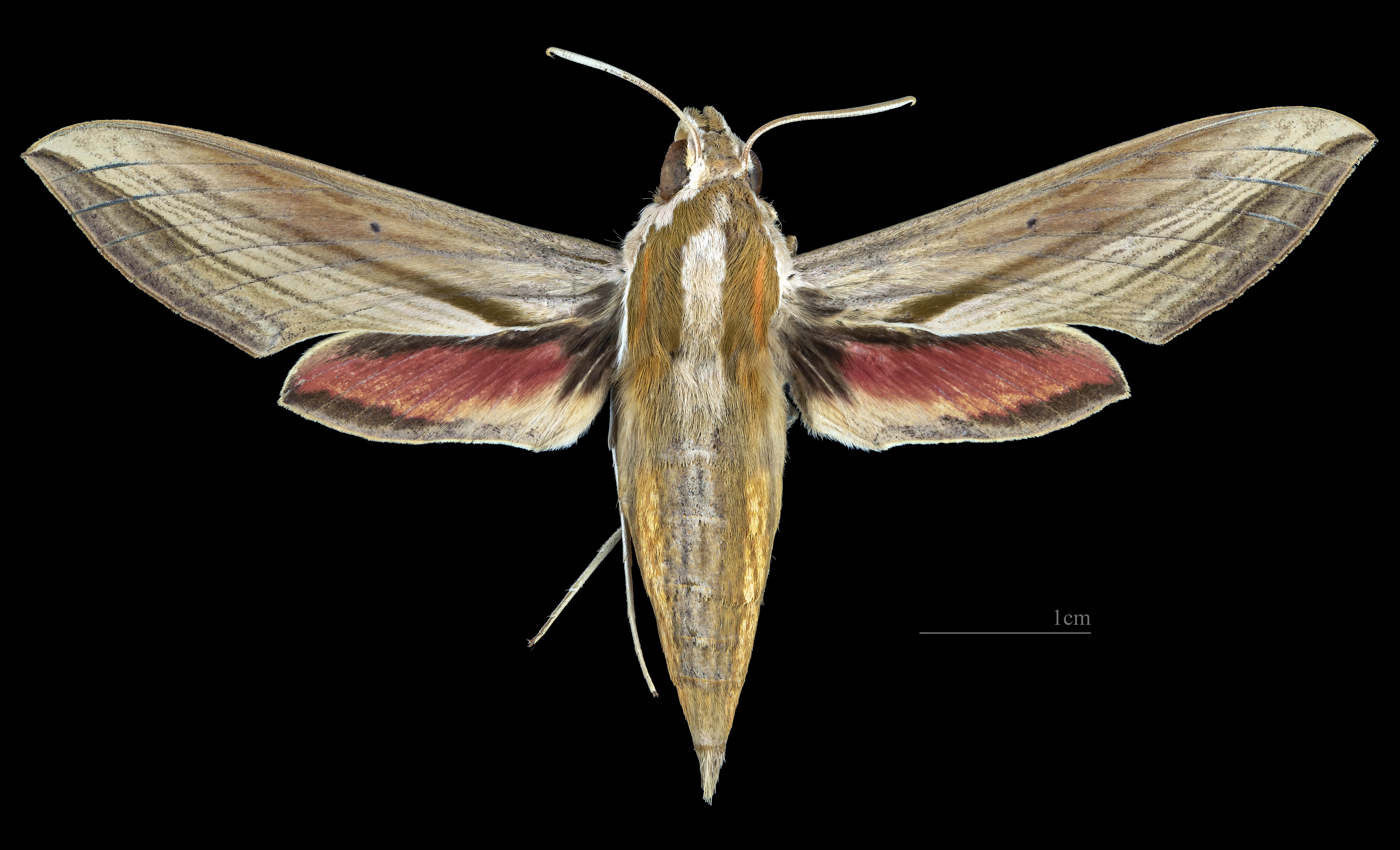
Hippotion echeclus ♀
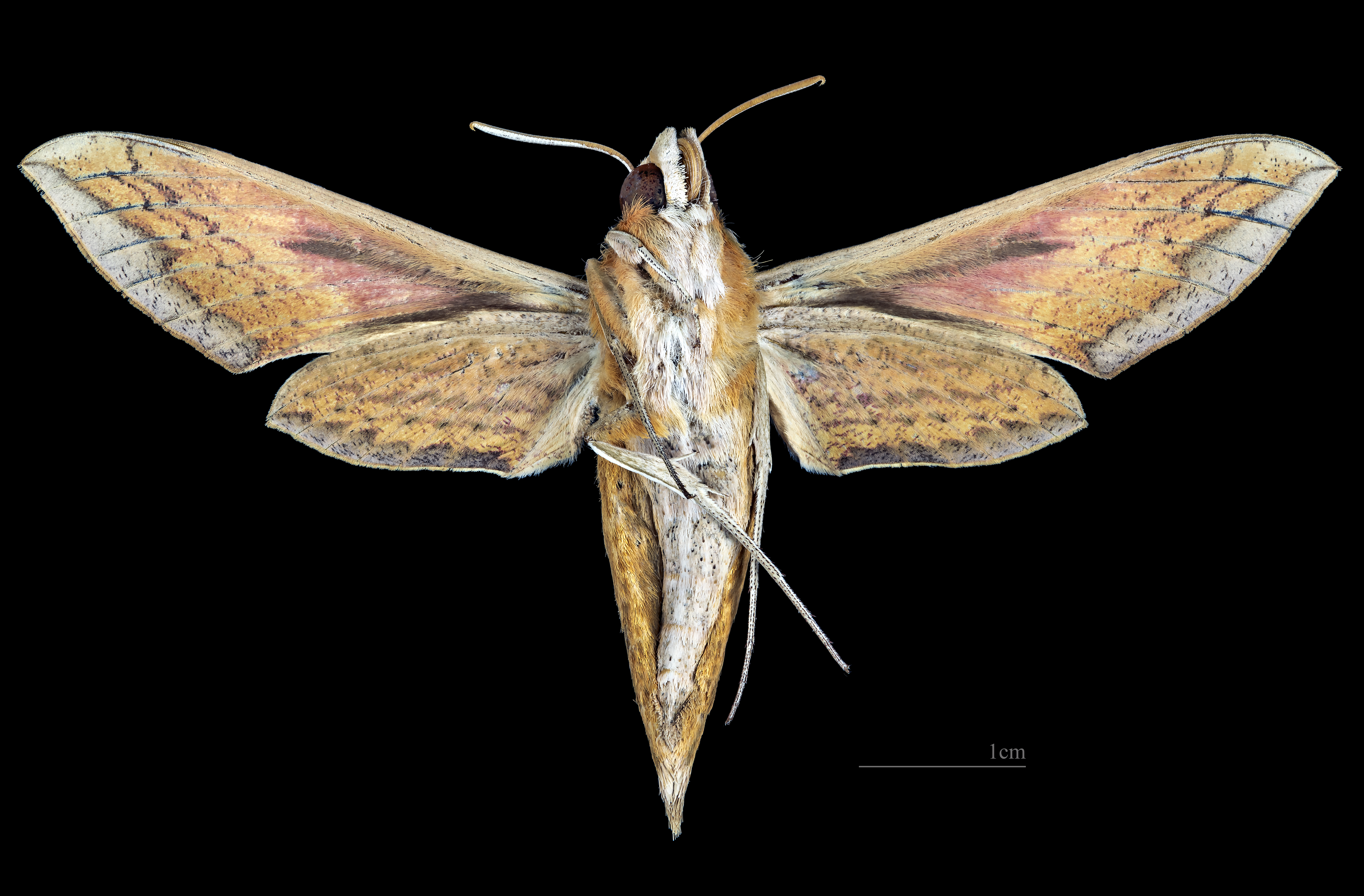
Hippotion echeclus ♀ △